# Some Hearts (пісня)
«Some Hearts» — пісня написана Діаною Воррен. Первинно композиція була написана для Белінди Карлайл, яка записала цю пісню як демо для її альбому 1987-го «Heaven on Earth», проте пізніше композиція не була додана у платівку. Пісня вийшла як сингл Маршалла Кріншоу від альбому «Good Evening» у 1989; до чартів пісня не потрапила. Кавер-версії пісні виконували Келлі Левеск для саундтреку фільму America's Sweethearts (2001), Марія Арредондо для свого альбому «Not Going Under» (2004) та Керрі Андервуд для дебютного однойменного альбому (2005).

## ВерсіяКеррі Андервуд
«Some Hearts» (англ. Деякі серця) — кавер-версія і другий сингл дебютного студійного альбому американської кантрі-співачки Керрі Андервуд — «Some Hearts». В США пісня вийшла 29 жовтня 2005. Пісня вийшла лише на поп-радіо та радіо сучасної дорослої музики США в листопаді 2005, приблизно в той же час, коли сингл «Jesus, Take the Wheel» вийшов на кантрі-радіостанції.
Пісня «Some Hearts» досягнула 12 місця чарту Billboard Adult Contemporary та 22 місця чарту Adult Top 40. До синглу не було знято музичне відео. Станом на лютий 2010 по США було продано 207,000 копій.
Андервуд виконала пісню на сцені 2005 Billboard Music Awards, 2006 NBA All-Star Game в Х'юстоні, в епізоді телешоу The Ellen DeGeneres Show та під час її турне Carrie Underwood: Live 2006. Пісню комерційно використовували на сайті American Idol під час показу 6-го сезону, аж поки її не замінила пісня «Home» гурту Daughtry.

### Список пісень
| #  | Назва         | Тривалість |
| -- | ------------- | ---------- |
| 1. | «Some Hearts» | 3:48       |

### Чарти
Тижневі чарти
| Чарт (2005—06)                    | Місце |
| --------------------------------- | ----- |
| Canada AC                         | 31    |
| U.S. Billboard Adult Contemporary | 12    |
| U.S. Billboard Adult Top 40       | 22    |

Річні чарти
| Чарт (2006)           | Місце |
| --------------------- | ----- |
| US Adult Contemporary | 24    |

### Продажі
Станом на лютий 2010 по США було продано 207,000 копій.